# أساس شبكة خدمة نقل المعلومات عبر الراديو

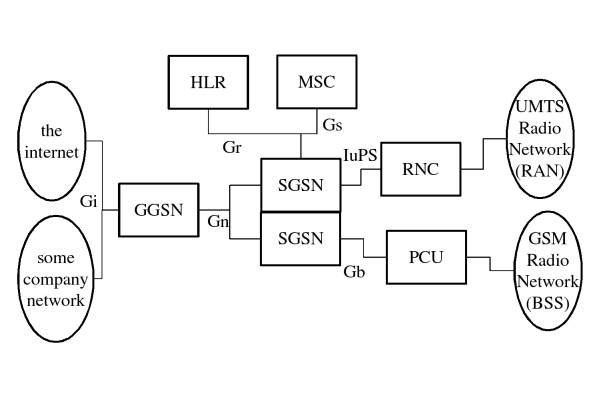
هيكل شبكة GPRS الأساسية. يوضح هذا الرسم البياني البنية المبسطة لشبكة GPRS الأساسية بالإضافة إلى أسماء بعض الواجهات/النقاط المرجعية بين الأنظمة.. Gi - النقطة المرجعية التي تتصل عندها شبكة GPRS الأساسية بالإنترنت. وبدلاً من ذلك، قد يكون لدى عملاء الشركات اتصال مباشر بهذه النقطة لمزيد من الأمان. عادةً ما تكون هذه النقطة المرجعية مجرد شبكة IP، على الرغم من إمكانية استخدام بروتوكول نفق مثل GRE أو IPinIP أو IPsec بدلاً من ذلك. Gr - النقطة المرجعية بين SGSN وHLR المستخدمة للسماح لـ SGSN باسترداد معلومات المشترك من HLR. يعتمد الاتصال هنا على SS7 Gb - الواجهة بين SGSN ووحدة PCU وهي نقطة اتصال شبكة GPRS الأساسية بشبكة راديو GSM (BSS). وهذا يحمل كلا من الإشارات وبيانات المستخدم. يعتمد الاتصال هنا على ترحيل الإطارات. IuPS - الواجهة بين SGSN وRNC وهي نقطة اتصال شبكة GPRS الأساسية بشبكة الوصول الراديوي UMTS UTRAN. يعتمد الاتصال هنا على Broadband SS7 عبر ATM للإشارات وGTP-U عبر IP لبيانات المستخدم. Gs - الاتصال بين SGSN وMSC. وهذا أمر اختياري ويستخدم بشكل أساسي في شبكات GSM لتحسين كفاءة الإشارة، خاصة على واجهة الراديو. في UMTS تقريبًا يتم تحقيق نفس التأثير ببساطة من خلال عمل RNC. تستخدم هذه الواجهة بروتوكول BSSAP+. هذا المخطط عبارة عن تصدير من رسم Open Office. النسخة الأصلية متاحة أيضًا للتحرير. أنا هنا أتبرع بهذه النسخة من الرسم التخطيطي لمشروع ويكيبيديا تحت GFDL Mozzerati 09:54، 2004 مايو 16 (UTC)

أساس شبكة خدمة نفل المعلومات عبر الراديو، التي توفر لمستخدمي الجيل التاني  والثالت لنظام الاتصالات المتنقلة العالمي، تعريف أنفسهم ببروتوكول الإنترنت الخاص بهم أثناء استخدامهم الإنترنت . والتي تعتبر بدورها جزءا لا يتجزء بالنسبة للنظام العالمي للإتصالات المتنقلة. 
 توفر الخدمة أيضا إدارة التواصل أثناء التنقل، جلسات الحاسوب، ونقل حزم بروتوكول الأنترنت لدى كل من شبكة النظام العالمي للإتصالات المتنقلة ونظام الاتصالات المتنقلة العالمي . يوفر أيضا خدمة تنظيم الفاتورة. 

## عقد داعمة لخدمة نقل المعلومات GSN
GSN هو عبارة عن مجموعة من العقد تدعم خدمة نفل المعلومات عبر الراديو، تعمل هذه العقد عن طريق مجموعة من الأسلاك تحت أرضية . هناك نوعان من هذه العقد (node)

### عقدة خدمة نفل المعلومات (SGSN)
إن عقدة خدمة نفل المعلومات عبر الراديو هي في الحقيقة عبارة عن عقدة تقوم بتخزيم معلومات تعقب وضعية المستخدمين وتأمين و تنظيم الوصول .
كما أنها متصلة بالمحطة الأساسية عن طريق اليوتران . لذا فإنها مسؤولة عن تنظيم تبادل البيانات والمعلومات بين المستخدمين المتواحدين خلال نطاق تغطية المحطات الأساسية و من مهامها أيضا إرسال واستقبال حزم المعلومات، تنظيم الإرسال أثناء تحرك العملاء (انقطاع التغطية، استعادة التغطية، ومعلومات موقع المستخدم) ، معرفة عدد المستخدمين المسجلين، تنظيم تزويد الخدمات للعملاء وحساب إستهلاكاتهم .

### عقدة داعمة لموجه خدمة نفل المعلومات عبر الراديو (GGSN)
تعتبر العقد الداعمة لموجه خدمة نقل المعلومات عبر الراديو المكون الأساسي لتوفير هذه الخدمة . فهي تقوم بدمج شبكات خدمة نفل المعلومات عبر الراديو و شبكات تنظيم الحزم الخارجية، مثل شبكتا الإنترنت و بروتوكول X25.
 عندما يتم إرسال حزمة بيانات (صورة، فيديو...) من أي مكان في الأرض،  يقوم GGSN باعتراض هذه الحزم في طريقها إلى مستخدم معين، فيقوم بالتحقق  ما إذا كان المستخدم  متوفر أم لا، في حالة توفر المستخدم فإنه يقوم بإرسالها إلى عقدة خدمة نفل المعلومات عبر الراديو SGSN بحكم أنها المسؤولة عن وضعية ذاك المستخدم، إما إذا كان المستخدم غير متوفر فإن هذه الأخيرة تقوم بإتلاف حزم المعلومات . يتم الأمر ذاته في الإتجاه الأخر (إرسال المعلومات)
تقوم عقدة داعمة لموجه خدمة نفل المعلومات عبر الراديو GGSN بتحويل حزم بيانات القادمة إلى صيغة بروتوكول بحزم بيانات (PDP) (على سبيل المثال, IP أو X. 25)  ومن ثم إرسالها إلى مستخدم في شبكة معينة . بينما تقوم بتحويل حزم البيانات القادمة بصيغة (PDP) إلى صيغة GSM.